# Apimela kirimirensis
Apimela kirimirensis – gatunek chrząszcza z rodziny kusakowatych i podrodziny rydzenic.
Gatunek ten opisał po raz pierwszy w 1996 roku Roberto Pace na łamach „Revue suisse de Zoologie”. Jako lokalizację typową wskazano Kirimiri Forest w kenijskim hrabstwie Embu.
Chrząszcz o błyszczącym, wydłużonym w zarysie ciele długości 2,1 mm. Głowa jest rudożółta, o wyraźnym i gęstym punktowaniu, bez siateczkowania. Czułki mają człony pierwszy i drugi rudożółte, a człony pozostałe brązowe. Rudożółte przedplecze jest wyraźnie i gęsto punktowane, pozbawione siateczkowania. Rudobrązowe, tak długie jak przedplecze pokrywy mają zatarte ziarenkowanie i nie mają siateczkowania. Barwa odnóży jest żółta. Rudożółty odwłok jest wyraźnie siateczkowany i wyraźnie ziarenkowany. Genitalia samicy mają znacznie bardziej rozwiniętą niż u A. subparallela spermatekę z rozrośniętą nabrzmiałością proksymalną.
Owad afrotropikalny, znany wyłącznie z Kenii. Spotkany na rzędnych 1550 m n.p.m.